# Alta via n. 9
L’Alta via delle Dolomiti n. 9, chiamata anche La trasversale, è un percorso di circa 150 km che parte da Danta - Santo Stefano di Cadore, in provincia di Belluno, e arriva a Bagni di Lavinia Bianca  - Tires, in provincia di Bolzano.
l'itinerario si sviluppa attraverso :
- le Dolomiti di Sesto (Gruppo del Popera, Gruppo della Croda dei Toni , Gruppo del Paterno, Gruppo delle Tre cime di Lavaredo e Cadini di Misurina)
- le Dolomiti Ampezzane (Gruppo del Cristallo, Gruppo delle Tofane)
- le Dolomiti Orientali di Badia (Gruppo di Fanis, Gruppo di Col di leLana)
- le Dolomiti di Gardena (Gruppo del Sella, Gruppo del Sassolungo, Gruppo dell'Alpe di Siusi)
- le Dolomiti di Fassa (Gruppo del Catinaccio)

## Itinerario
- Tappa 1: Danta di Cadore BL - Rifugio Berti
- Tappa 2: Rifugio Berti - Rifugio Carducci
- Tappa 3: Rifugio Carducci - Rifugio Fonda Savio
- Tappa 4: Rifugio Fonda Savio - Rifugio Son Forca
- Tappa 5: Rifugio Son Forca - Rifugio Pralongià
- Tappa 6: Rifugio Pralongià - Rifugio Friedrich August
- Tappa 7: Rifugio Friedrich August - Tires BZ